# Streetmark
Streetmark ist eine deutsche Rock-Band, die 1968 in Düsseldorf gegründet wurde und am bekanntesten durch ihr Lied Lovers aus dem Jahr 1979 ist, das es bis in die Charts schaffte.

## Geschichte
Dorothea Raukes, Keyboard, traf hier auf die Brüder Thomas und Bernd Schreiber, beides Gitarristen. Raukes und Schreiber wurden zur treibenden Kraft hinter Streetmark. Zu Beginn ihrer Karriere spielten sie Coversongs der Beatles, John Mayall und Deep Purple. 1969 lehnten sie einen ersten Plattenvertrag ab, die Gründe sind weitestgehend unbekannt.
In den folgenden fünf Jahren entwickelte Streetmark einen eigenen Stil, der durch Gruppen wie Procol Harum, Focus und Emerson, Lake and Palmer beeinflusst wurde. Mit Veröffentlichung des ersten Albums unterzeichnet Streetmark einen Vertrag beim Label Sky Records aus Hamburg. Bis auf die beiden Kernmitglieder Dorothea Raukes und Thomas Schreiber wechselte die Besetzung häufig.

## Diskografie

### Alben
- 1975: Nordland
- 1977: Eileen
- 1979: Dry
- 1980: Sky Racer

### Singles
- 1979: Lovers

### Kompilationen
- 1989: Dreams